# 佩拉赫圣伯多禄堂

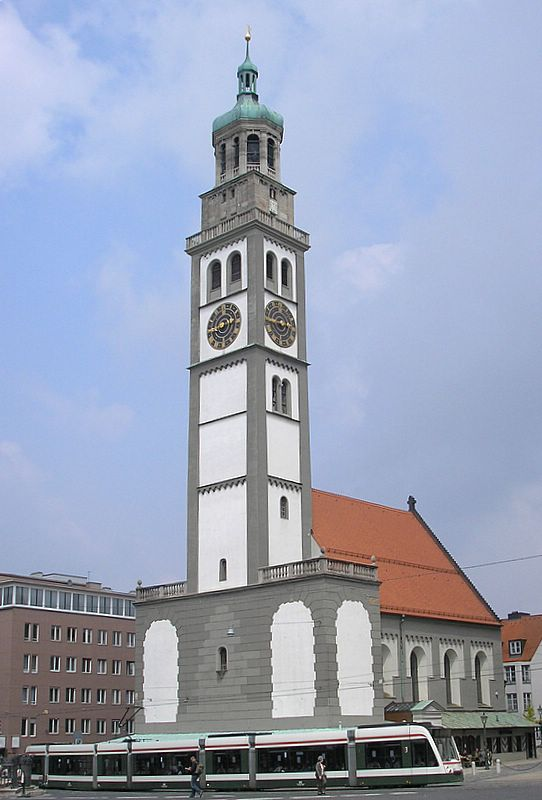
圣伯多禄堂与佩拉赫塔

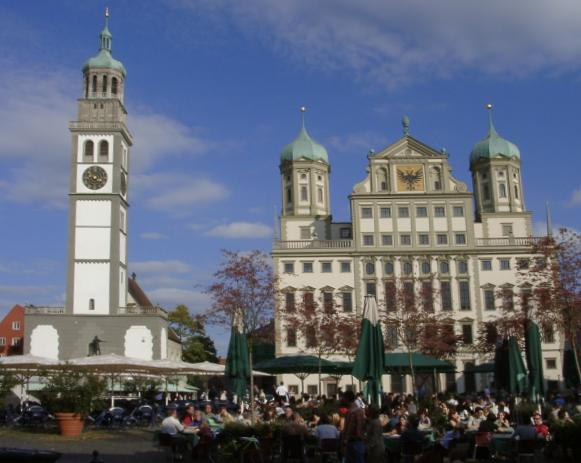
佩拉赫塔与奥格斯堡市政厅

佩拉赫圣伯多禄堂（St. Peter am Perlach 或 Perlach-Church）是一座天主教教堂，位于巴伐利亚州奥格斯堡市中心的市政厅广场（德语：Augsburger Rathausplatz），罗马式建筑。该堂著名的钟楼佩拉赫塔（德语：Perlachturm）与毗邻的奥格斯堡市政厅一起，同为奥格斯堡的地标。

## 解結聖母

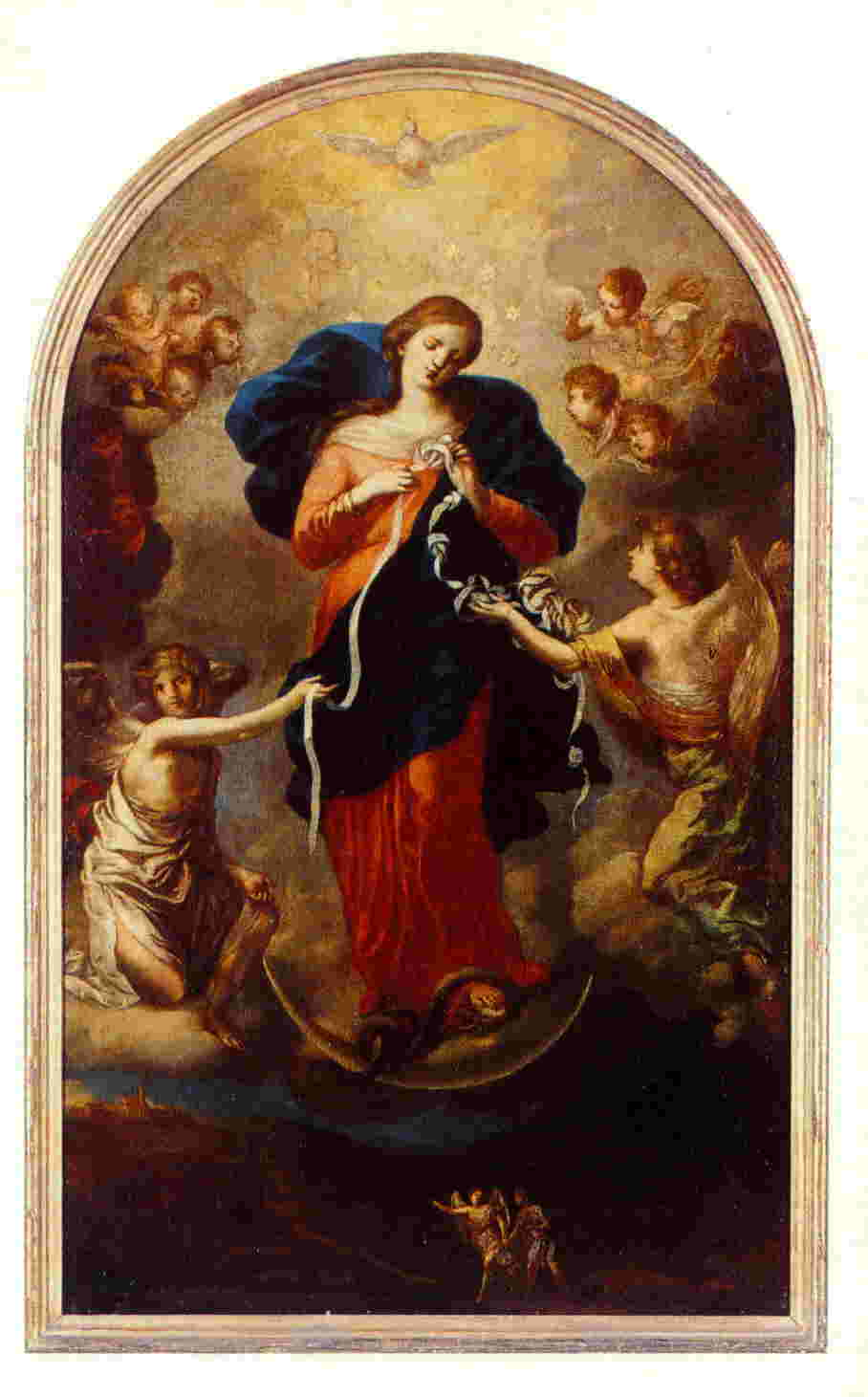
解結聖母

该堂的解結聖母（德語 : Maria Knotenlöserin）画像在拉丁美洲也颇受尊敬。在阿根廷首都布宜诺斯艾利斯的聖若瑟·德·塔拉教堂（San José del Talar）也有一幅仿作。
48°22′09″N 10°53′55″E / 48.369169°N 10.898523°E